# Columnodontia resupinata
Columnodontia resupinata är en svampart som beskrevs av Jülich 1979. Columnodontia resupinata ingår i släktet Columnodontia och familjen Meruliaceae.   Inga underarter finns listade i Catalogue of Life.